# 레다 (위성)

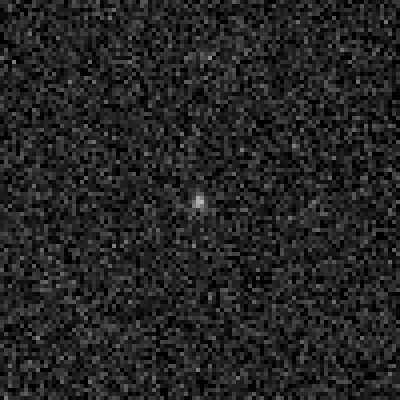

레다는 목성 XIII로도 알려져 있고 목성의 자전 방향과 같은 방향으로 어머니 행성을 공전하는 불규칙 위성이다. 팔로마 산 천문대에서 찰스 T. 코월이 1974년 9월 11일부터 13일까지 3일에 걸쳐 사진 건판을 찍어(레다는 거기에 모두 나타났다) 9월 14일 그 존재를 입증하였다. 이름은 그리스 신화 내 제우스의 연인 레다에서 따왔다(제우스는 신화 속에서 백조로 변신하여 레다에게 접근한다). 코월이 그 이름을 제안했고 IAU는 1975년에 이를 승인했다.
히말리아 그룹은 약 27.5도 궤도경사각을 이루면서 목성에서 1100만 ~ 1300만 킬로미터 떨어진 거리를 돌고 있는데, 레다는 이 그룹의 일원이다. 현재 레다의 제원은 2000년 1월 궤도요소인데, 이 값은 태양과 행성들의 섭동에 의해 지속적으로 변하고 있다.

## 같이 보기
- 불규칙 위성

## 참고 문헌
1. ↑  Kowal, C. T.; Aksnes, K.; Marsden, B. G.; and Roemer, E. (1974). “목성의 13번째 위성(Thirteenth satellite of Jupiter)”. 《Astronomical Journal》 80: pp. 460–464. doi:10.1086/111766.
2. ↑  IAUC 2702: Probable New Satellite of Jupiter 보관됨 2020-04-15 - 웨이백 머신 1974년 12월 20일(발견)
3. ↑  Marsden, B. G. (1974년 10월 7일). “Satellites of Jupiter”. 《IAUC Circular》 2846. 2020년 6월 2일에 원본 문서에서 보존된 문서. 2008년 6월 27일에 확인함.
4. ↑  Jacobson, R. A. (2000). “목성 바깥쪽 궤도를 도는 위성들(The orbits of outer Jovian satellites)”. 《Astronomical Journal》 120: 2679. doi:10.1086/316817.